# Chałubińskiego 8
Chałubińskiego 8, nazwa skrócona Ch8, pierwotna nazwa Intraco II, później Oxford Tower – wieżowiec znajdujący się w Warszawie przy ul. Chałubińskiego 8.

## Opis
Biurowiec powstał na terenie dawnego Ogrodu Pomologicznego w ramach projektu architektoniczno-urbanistycznego Ściany Zachodniej. Został wzniesiony w latach 1975–1978 przez szwedzką firmę BPA Byggproduktion AB według projektu zespołu architektów: Jerzego Skrzypczaka, Haliny Świergockiej-Kaim, Wojciecha Grzybowskiego, Jana Zdanowicza i Jerzego Janczaka. W momencie oddania do użytku był to najnowocześniejszy i drugi najwyższy – po Pałacu Kultury i Nauki – budynek w Polsce. Był wyposażony m.in. w 12 szybkobieżnych wind. Powstał z przeznaczeniem na biura Banku Handlowego oraz central handlu zagranicznego.
Biurowiec Intraco II był drugim budynkiem o tej nazwie wzniesionym w Warszawie w latach 70. XX w. Pierwszy, Intraco I, został zbudowany w latach 1973–1975 również przez firmę BPA Byggproduktion AB przy ul. Stawki 2. W budynku mieściła się m.in. główna siedziba spółki Elektrim, stąd też bywał także nazywany budynkiem Elektrimu.
W latach 1979–1995 na antresoli znajdowała się Galeria Sztuki Współczesnej „INTRACO II” prowadzona przez pierwszą marszand w powojennej Polsce Lucynę Kubicę oraz jej córkę Ewę Bronikowską.
W 2022 roku właściciel budynku wystąpił do Urzędu m.st. Warszawy z wnioskiem o pozwolenie na nadbudowę wieżowca o 7 kondygnacji i przestrzeń techniczną (do wysokości 180 metrów) i budowę w odległości ok. 20 metrów (od strony południowej) drugiej wieży.

## W kulturze masowej
- Biurowiec zagrał Szkołę Podstawową im. Stanisława Lema w filmie Pan Kleks w kosmosie w reżyserii Krzysztofa Gradowskiego (1988).
- W komedii Miś Stanisława Barei nakręcono tu dwie sceny: 1) Próbę zakupu biletu lotniczego przez Ryszarda Ochódzkiego (usiłującego przekupić kasjerkę kiełbasą podwawelską); 2) Hol główny biurowca wykorzystano jako jeden z terminali lotniska Heathrow w Londynie[8].
- Wnętrza wieżowca były także wykorzystywane w Teatrze Sensacji „Kobra”[9].